# 布蘭科河 (聖胡安省)
布蘭科河（西班牙語：Río Blanco）是阿根廷的河流，位於聖胡安省，河道全長320公里，流域面積21平方公里，發源自安第斯山脈，最終注入帕圖斯河，平均流量每秒20立方米。